# Janusz Kapuściński (pułkownik)
Janusz Kapuściński h. Odrowąż (ur. 24 lutego 1898 w Kordosie, zm. 25 grudnia 1998 w Kanadzie) – major kawalerii Wojska Polskiego i Polskich Sił Zbrojnych na Zachodzie, kawaler Orderu Virtuti Militari.

## Życiorys

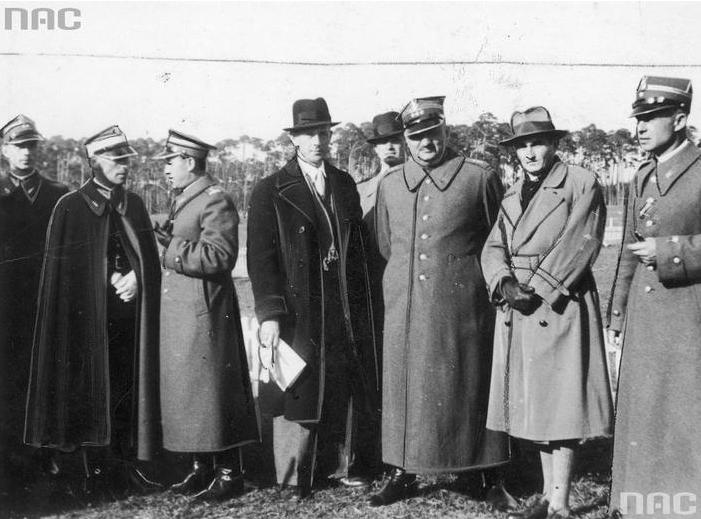
VIII Jeździeckie Mistrzostwa Polski w Bydgoszczy w 1938. Pierwszy z prawej Janusz Kapuściński

Urodził się 24 lutego 1898 w wielkopolskim majątku Kordos (w okresie II RP na obszarze powiatu witkowskiego, obecnie okolica Ostrowitego Prymasowskiego), w rodzinie Władysława i Albertyny z Szudzińskich. Jego braćmi byli Stefan (ur. 1900), prawnik, komornik sądowy i Zbigniew (1904–1940), chemik, ofiara zbrodni katyńskiej.
Brał udział w powstaniu wielkopolskim, w wojnie polsko-bolszewickiej. Został awansowany do stopnia porucznika kawalerii ze starszeństwem z dniem 1 czerwca 1919. W latach 20. służył w 1 pułku Ułanów Wielkopolskich, później przemianowanym na 15 pułk Ułanów Poznańskich, stacjonującym w garnizonie Poznań. Podczas służby w 15 pułku ułanów w stopniu porucznika był instruktorem w Szkole Podoficerów Zawodowych Kawalerii, funkcjonującej w garnizonie Lwów oraz w Centralnej Szkole Kawalerii w ramach Centrum Wyszkolenia Kawalerii, działającej w ramach garnizonu Grudziądz. Został awansowany do stopnia rotmistrza ze starszeństwem z dniem 1 stycznia 1928. Od 1932 przydzielony do 26 pułku Ułanów Wielkopolskich, stacjonującym w garnizonie Baranowicze. W 1938 roku został przeniesiony do 2 pułku Strzelców Konnych w Hrubieszowie na stanowisko dowódcy szwadronu zapasowego.
Uprawiał jeździectwo. W składzie reprezentacji Polski uczestniczył w zawodach hippicznych poza granicami kraju.
Po wybuchu II wojny światowej w okresie kampanii wrześniowej w stopniu majora był dowódcą II Dywizjonu Konnego Ośrodka Zapasowego Wołyńskiej Brygady Kawalerii w Hrubieszowie, kierowanego przez ppłk. Kazimierza Halickiego (późniejsze Zgrupowanie Kawalerii pod jego dowództwem). Walczył pod Kamionką Strumiłową i pod Rawą Ruską. Dostał się do niewoli niemieckiej, był przetrzymywany w Oflagu VII A Murnau. U kresu wojny odzyskał wolność po oswobodzeniu obozu przez wojska amerykańskie.
Wówczas przystąpił do 2 Korpusu Polskiego w strukturze Polskich Sił Zbrojnych na Zachodzie. Od sierpnia 1945 był zastępcą dowódcy pułku Ułanów Karpackich, jednostki rozpoznawczej 2 Korpusu. Po zakończeniu wojny i przeprowadzonej demobilizacji zamieszkał w Londynie. Od 1975 przebywał na emigracji w Kanadzie.
Publikował w dziedzinie historii wojskowości. Był autorem artykułów publikowanych w Przeglądzie Kawalerii i Broni Pancernej: Garść wspomnień ze służby pod dowództwem gen. Andersa (82/1978), Z działań 15 Pułku Ułanów Poznańskich (1987), Relacja – 2 P.S.K. (132/1989). Ponadto jego artykuł pt. Znak Pułkowy ukazał się w czasopiśmie „Ułan Poznański” (1/1974).
Zmarł w wieku 100 lat. Został pochowany na kanadyjskim cmentarzu weteranów Field of Honor w Pointe-Claire w prowincji Quebec w regionie Montreal.

## Ordery i odznaczenia
- Krzyż Srebrny Orderu Virtuti Militari nr 1969 (za czyny w wojnie z bolszewikami 1920)
- Krzyż Oficerski Orderu Odrodzenia Polski (11 listopada 1983)[16]
- Krzyż Walecznych (czterokrotnie: po raz 2, 3 i 4 w 1921)[17]
- Złoty Krzyż Zasługi (25 maja 1939)[18]
- Odznaka pamiątkowa 15 pułku Ułanów Poznańskich (1923)[19]